# Coosje van Bruggen

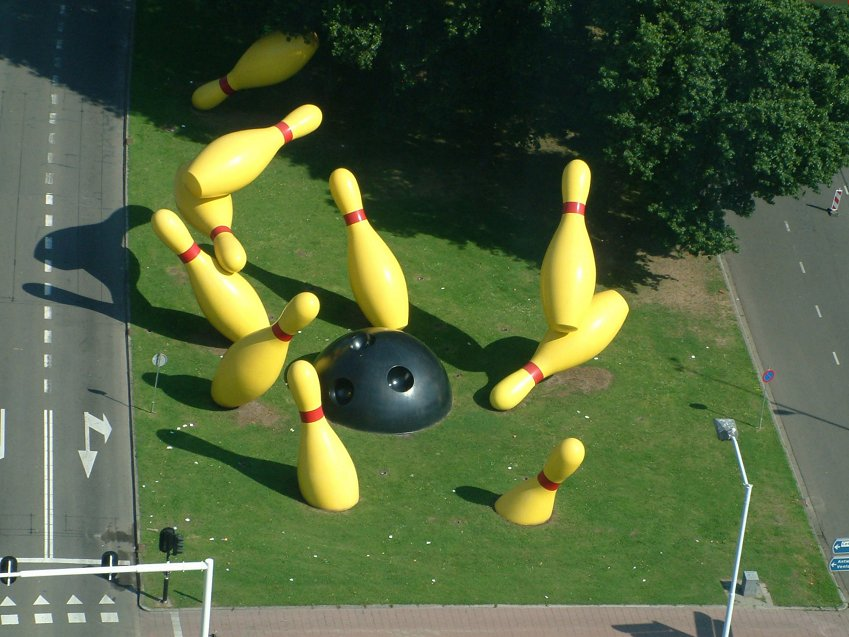
Flying Pins (2000), Eindhoven

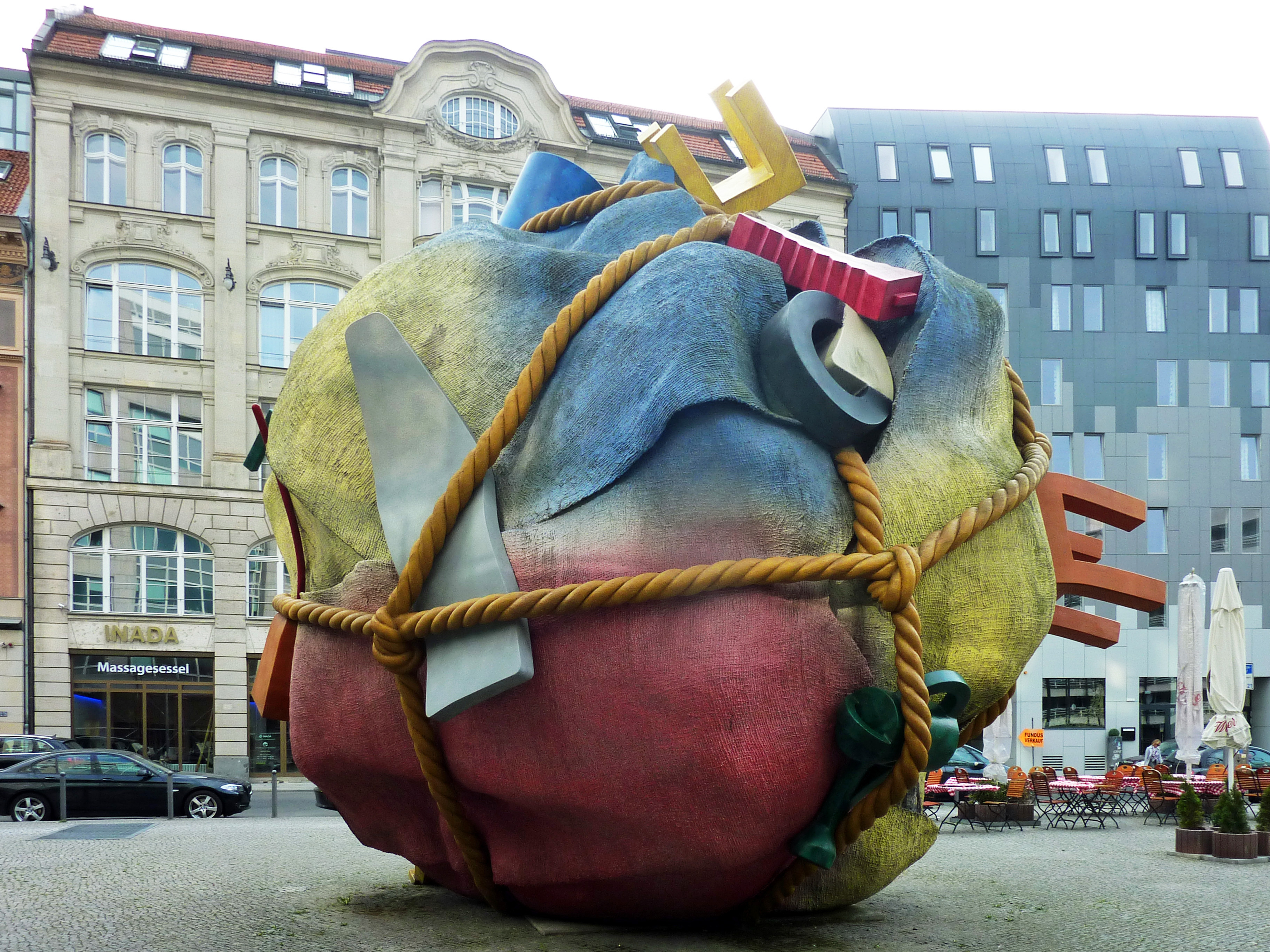
Houseball, Berlijn

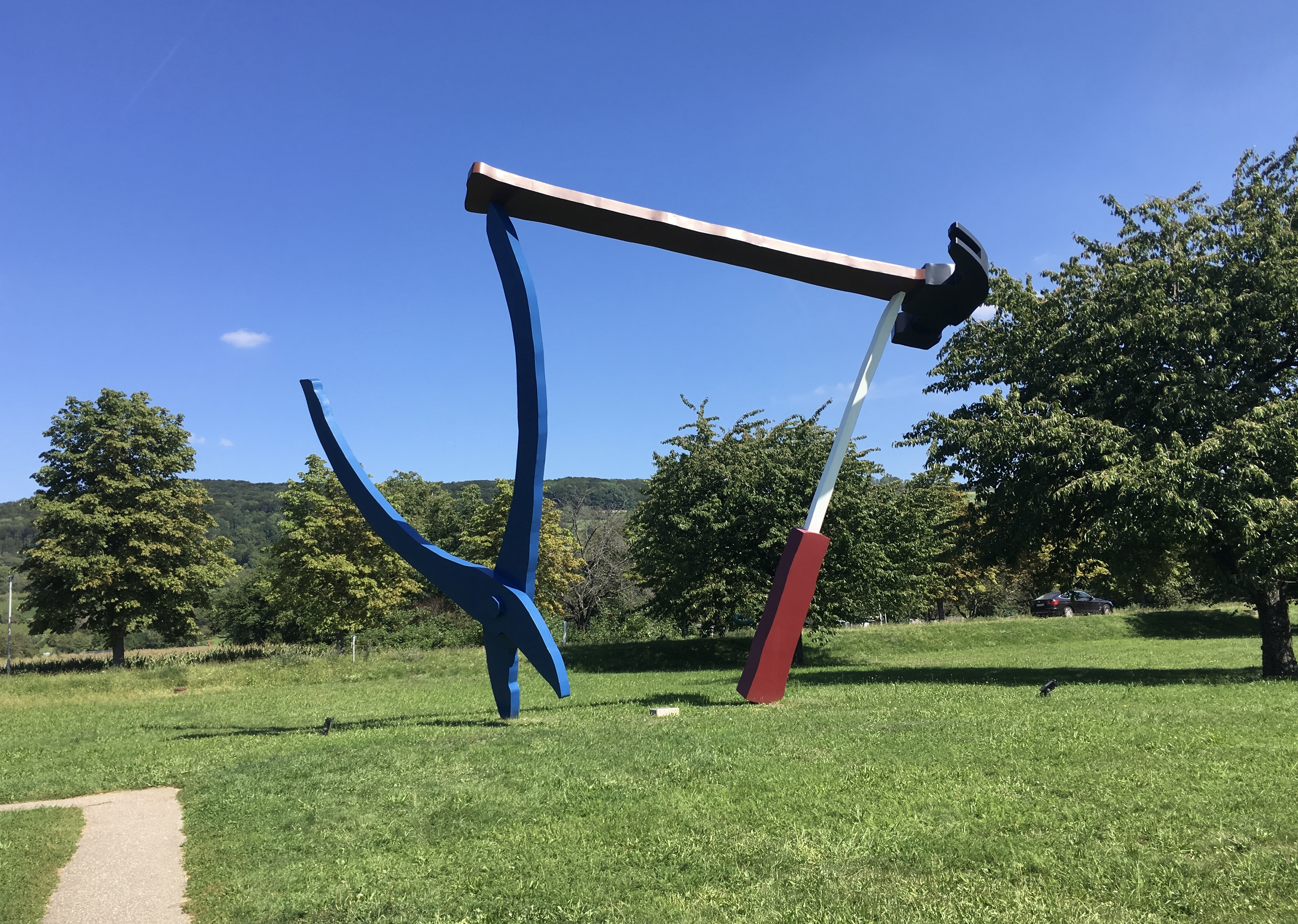
Balancing Tools (1984), Weil am Rhein

Jacoba Wilhelmina Hendrika (Coosje) van Bruggen (Groningen, 6 juni 1942 – Los Angeles, 10 januari 2009) was een Nederlands-Amerikaans beeldhouwer.

## Leven
Van Bruggen was een dochter van de Groninger huisarts en kunstenaar Koos van Bruggen en onderwijzeres Elisabeth Maria Andriessen. Ze studeerde kunstgeschiedenis aan de Rijksuniversiteit Groningen en werkte vervolgens bij het Stedelijk Museum in Amsterdam. Van 1971 tot 1976 doceerde ze aan de Academie voor Kunst en Industrie (AKI) in Enschede. Later vestigde ze zich in de Verenigde Staten. Ze werkte sinds 1976 samen met de beeldhouwer Claes Oldenburg, met wie ze in 1977 in het huwelijk trad. Vanaf het begin der jaren tachtig was Van Bruggen ook werkzaam als onafhankelijk curator en kunstcriticus. Zo was ze lid van de selectiecommissie voor documenta 7 in 1982 in Kassel. In 1993 nam Van Bruggen de Amerikaanse nationaliteit aan.
Coosje van Bruggen overleed op 10 januari 2009 in Los Angeles aan de gevolgen van borstkanker. Zij maakte samen met haar echtgenoot meer dan veertig werken voor de openbare ruimte. De werken van Claes Oldenburg en Coosje van Bruggen behoren tot de popart. Van Bruggen publiceerde over het vroege werk van Claes Oldenburg, het Guggenheim Museum (Bilbao) en het werk van Bruce Nauman.

## Openbare collecties (selectie)
- Chinati Foundation
- Guggenheim Museum, New York
- Metropolitan Museum of Art, New York
- National Gallery of Art, Washington
- Museo d'Arte Contemporanea del castello di Rivoli, Rivoli
- Frederik Meijer Gardens and Sculpture Park, Grand Rapids, Michigan
- Walker Art Center, Minnesota
- Kröller-Müller Museum, Otterlo

## Werken in Europa
- Giant Pool Balls (1977), Münster
- Spitzhacke (1982), Kassel
- Garden Hose (1983), Stühlinger Park, Freiburg im Breisgau
- Screwarch (1983), Rotterdam
- Cross section of a Toothbrush with Paste, in a Cup, on a Sink: Portrait of Coosje's Thinking (1983), Krefeld
- Balancing Tools (1984), Weil am Rhein
- Knife Ship I (1985), Bilbao
- Bicyclette Ensevelie (1990) Parc de la Villette, Parijs
- Mistos (1992), Barcelona
- Bottle of Notes (1993), Middlesbrough
- Inverted Collar and Tie (1994), Frankfurt am Main
- Houseball (1996), Berlijn
- Lion's Tail (1999), Venetië
- Ago, Filo e Nodo (2000), Milaan
- Flying Pins (2000), Eindhoven
- Dropped Cone (2001), Keulen